# Wim Vanthoor
Willem Frans Victor (Wim) Vanthoor (Simpelveld, 29 april 1944 - Amsterdam, 28 augustus 2011) was een centraal bankier, econoom en monetair historicus.

## Levensloop
Vanthoor werd geboren in Zuid-Limburg. In zijn geboortedorp Simpelveld bezocht hij de lagere school en in Heerlen behaalde hij in 1963 het diploma HBS-A. Daarna ging hij economie studeren aan de Katholieke Hogeschool Tilburg in Tilburg. Vanthoor behaalde zijn doctoraal examen in juni 1970. Na zijn afstuderen trad hij ultimo 1970 in dienst van De Nederlandsche Bank te Amsterdam, bij de afdeling Internationale Zaken waar hij stafmedewerker was voor de landendesk met Duitsland en de Europese Economische Gemeenschap als bijzonder aandachtsgebied. In 1980 detacheerde DNB hem bij de Centrale Bank van Suriname om de monetaire analyse nieuw leven in te blazen. Terug in Nederland werd hij adjunctchef van de Studiedienst met als speciale taak de begeleiding van de economische taken van de bestuurders van de Bijbank Rotterdam en agentschappen van DNB. Hij promoveerde op 23 september 1991 aan de Universiteit van Amsterdam op het proefschrift Een oog op Holtrop. Grondlegger van de Nederlandse monetaire analyse. Zijn promotor was Martin M.G. Fase. Na voltooiing van dit project werd hij adjunct-chef van de afdeling Wetenschappelijk Onderzoek en Econometrie en belast met de leiding van de sectie historisch onderzoek en comparatieve analyse. In 2004 verliet hij na een dienstverband van ruim 30 jaar de Bank wegens pensionering. Hij was lid van de Maatschappij der Nederlandse Letterkunde te Leiden die hem herdacht met een levensbericht in haar Jaarboek 2010-2011.

## Historicus van de Europese Economische en Monetaire Integratie
De kritisch beschouwende geschriften van Vanthoor zijn in het licht van de eurocrisis actueler dan ooit. Zijn uitspraak als er een monetaire unie komt, zal Europa niet meer kunnen afzien van een politieke unie in 1997 gaf blijk van een voorziende blik. Als groot kenner van het ontstaan van de economische en monetaire samenwerking in Europa en het ontstaan en praktijk van de monetaire analyse van de Nederlandsche Bank sinds het presidentschap van Marius Holtrop, de eerste naoorlogse Bankpresident van 1946 tot 1967, schreef hij verschillende wetenschappelijke bijdragen, waaronder een vergelijkende analyse van de monetaire unies sinds 1848. Tevens verscheen een aantal studies over de economische en monetaire eenwording van Europa met markante kanttekeningen, een veelvoud aan monetair historische detailstudies en een samenvattende geschiedenis van de Nederlandsche Bank over 1814-1998. Met een omvangrijk oeuvre over de wordingsgeschiedenis van de Europese Economische en Monetaire Unie sinds het einde van de Tweede Wereldoorlog en de noodzaak voor verregaande politieke samenwerking sloot hij zijn wetenschappelijke bankcarrière af.

## Bankengeschiedenis
Vanthoor maakte enige tijd deel uit van de Academic Council van de European Association for Banking History die wetenschappelijk onderzoek doet naar de geschiedenis van banken en jaarlijkse wetenschappelijke bijeenkomsten voorbereidt. In 1992 organiseerde hij de bijeenkomst in Amsterdam waarvoor de Bank gastvrouw was.
Zijn historische belangstelling vond ook uiting in het ruime aandeel dat hij had in de begeleiding van twee van zijn medewerkers, Jan Rutger van Zwet en Corry van Renselaar, bij hun promotie-onderzoek en de inzet van zijn deskundigheid als extern lid van de desbetreffende promotiecommissies in Leiden. Op de Bank was hij een gezocht ghostwriter voor toespraken door respectievelijke presidenten Wim Duisenberg en Nout Wellink alsook door overige directieleden, over de euro en andere onderwerpen van monetair-historische aard.

## Trivia
Vanthoor was bereisd en belezen. Bourgondisch en diplomatiek. Hij was een spin in een wereldwijd internationaal wetenschappelijk en persoonlijk netwerk en stelde zijn uitgebreide monetaire en beleidsgerichte werk genereus aan anderen ter beschikking. Hij was katholiek, politiek partijloos, maar een liberaal in hart en nieren.

## Publicatie over Vanthoor
- Martin Fase & Nicolette Mout: 'Levensbericht Willem Frans Victor van Thoor'. In: Jaarboek van de Maatschappij der Nederlandse Letterkunde te Leiden, jrg. 2010-2011, pag. 168-177. Volledige tekst